# (162001) Vulpius
(162001) Vulpius est un astéroïde de la ceinture principale.

## Description
(162001) Vulpius est un astéroïde de la ceinture principale. Il fut découvert le 10 octobre 1990 à Tautenburg par Freimut Börngen et Lutz Dieter Schmadel. Il présente une orbite caractérisée par un demi-grand axe de 2,60 UA, une excentricité de 0,20 et une inclinaison de 14,3° par rapport à l'écliptique.

## Compléments